# Kerk van Onze-Lieve-Vrouw Onbevlekt Ontvangen (Sint-Lodewijk)

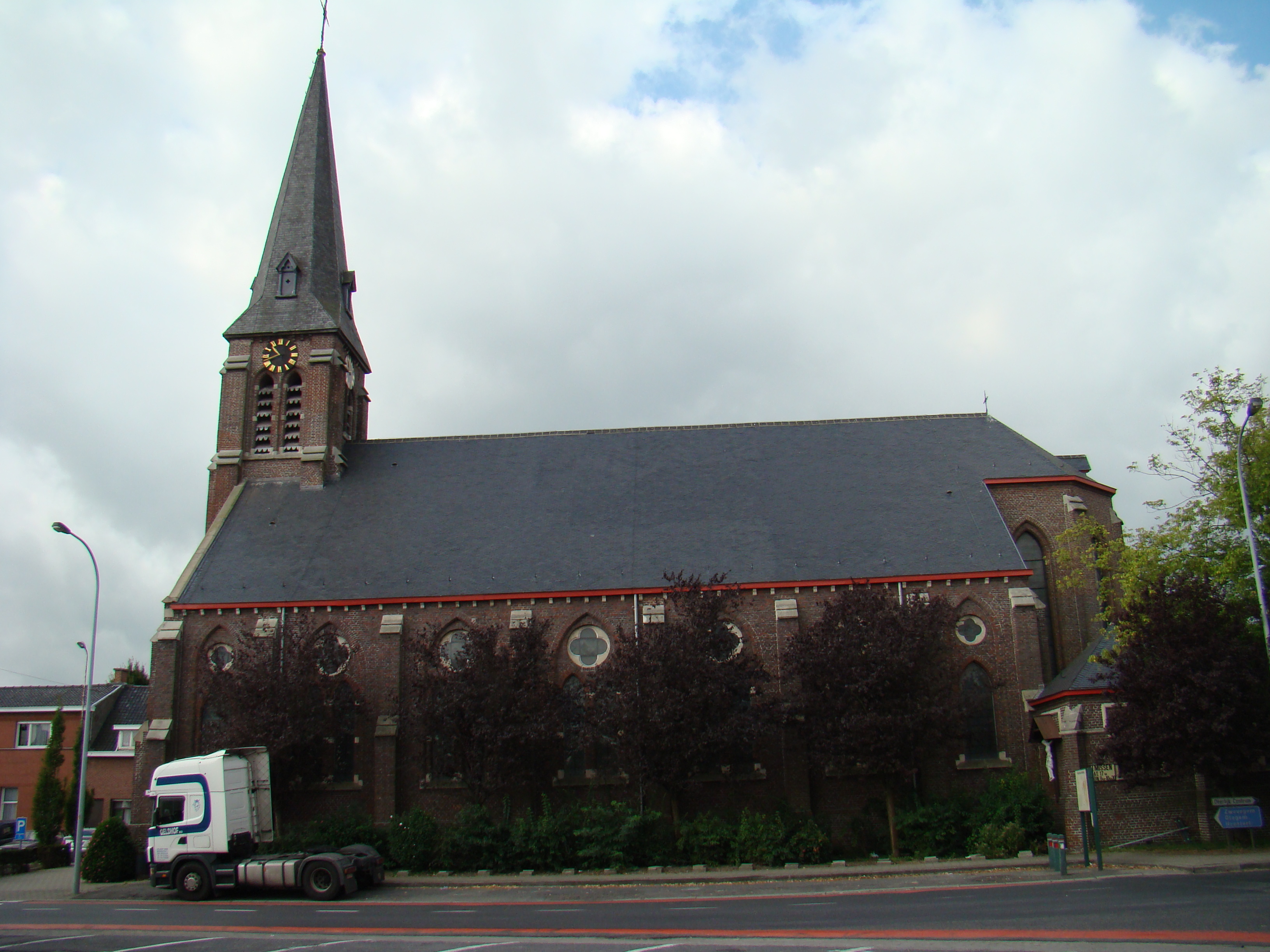
De kerk van Onze-Lieve-Vrouw Onbevlekt Ontvangen te Sint-Lodewijk

De kerk van Onze-Lieve-Vrouw Onbevlekt Ontvangen is de parochiekerk van Sint-Lodewijk, een gehucht gelegen op het grondgebied van de gemeente Deerlijk in de Belgische provincie West-Vlaanderen.

## Geschiedenis
Op het gehucht de Pladijshoek (op heden Sint-Lodewijk) liet Adriaan Andries in 1666 een kapel (indertijd omschreven als de Capelle te Keyselberge) bouwen ter ere van O.-L.-Vrouw Onbevlekt Ontvangen. Deze kapel stond tot waar in de tachtiger jaren van de vorige eeuw het café De Lustigen Boer gehouden werd.
In 1774 werd de oude kapel het portaal van een nieuwe en grotere kapel. In 1804 werd aan de kapel een vaste proost toegewezen en in 1855 werd Sint-Lodewijk ten slotte een zelfstandige parochie.
Rond 1860 kwam er een pastorie, getekend door provinciaal architect Camille Dehulst. In 1869 werd naast de kapel, die eens te meer te klein geworden was, een driebeukige neogotische kerk gebouwd, eveneens toegewijd aan O.-L.-Vrouw Onbevlekt Ontvangen. Het ontwerp was van architect Pierre Nicolas Croquison uit Kortrijk, die in 1858 de overleden Camille Dehulst was opgevolgd als provinciaal architect. In 1885 werd de oude en bouwvallige kapel afgebroken.
Op haar 100ste verjaardag in 1969 werd de kerk vernieuwd onder leiding van de Kortrijkse architect Pierre A. Pauwels. Hierbij bewaarde men het beeldhouwwerk, maar het neogotische meubilair werd verkocht. Het schilderij van Joos van Moerkerke uit 1619 stelt in zes taferelen het passieverhaal voor; het Cornil Cacheuxorgel dateert uit 1734. Omstreeks 1969 werd een metalen tabernakel geplaatst op het hoofdaltaar, vervaardigd door Paul van Rafelgem.

## Restauratie
Begin juni 2021 begonnen grondige restauratiewerken aan de kerk, zowel aan de binnen- als de buitenkant. Deze kunnen een jaar duren. Aan de binnenzijde wordt het afbladderende pleisterwerk verwijderd van de muren en verdwijnen de asbestlambriseringen. Ook de zuilen worden aangepakt. Ten slotte krijgt de kerk een volledige schilderbeurt. De nutsleidingen worden waar nodig verbeterd.
Aan de buitenzijde vernieuwt men het voegwerk aan de zuidwestelijke gevel. Daarnaast zullen de dakkapellen en de kroonlijsten opgefrist worden. 
Voor de werken werd een totaal budget voorzien van 552.000 euro, waarvan de gemeente 70 % voor haar rekening neemt en het Vlaamse Gewest 30 %.